# Ivan Radovanović
Ivan Radovanović (cyr. Ивaн Paдoвaнoвић; ur. 29 sierpnia 1988 w Kosowskiej Mitrowicy) – serbski piłkarz grający na pozycji defensywnego pomocnika. Od 2022 roku jest zawodnikiem klubu US Salernitany.

## Kariera klubowa
Karierę piłkarską Radovanović rozpoczął w klubie Partizan Belgrad. W 2006 roku awansował do kadry pierwszej drużyny, ale nie zaliczył w nim debiutu w serbskiej lidze w sezonie 2006/2007 i w następnym został wypożyczony do klubu FK Smederevo. W Smederevie grał do końca 2007 roku.
Zimą 2008 roku Radovanović przeszedł do włoskiego klubu Atalanta BC, jednak do końca sezonu ani razu nie wystąpił w rozgrywkach Serie A. Latem 2008 został wypożyczony do drugoligowej Pisy Calcio. W sezonie 2009/2010 ponownie został zawodnikiem Atalanty, w której po raz pierwszy wystąpił 20 września 2009 w przegranym 1:4 wyjazdowym meczu z Romą. Na koniec sezonu spadł z Atalantą do Serie B.
Latem 2010 Radovanović został wypożyczony do Bologny. W klubie tym zadebiutował 19 września 2010 w meczu z Romą (2:2). Z kolei w 2011 roku wypożyczono go do Novary Calcio.
| Sezon   | Klub              | Kraj   | Rozgrywki  | Mecze | Bramki |
| ------- | ----------------- | ------ | ---------- | ----- | ------ |
| 2006/07 | Partizan Belgrad  | Serbia | Super Liga | 0     | 0      |
| 2007/08 | FK Smederevo      | Serbia | Super Liga | 13    | 0      |
| 2007/08 | Atalanta BC       | Włochy | Serie A    | 0     | 0      |
| 2008/09 | Pisa Calcio       | Włochy | Serie B    | 22    | 0      |
| 2009/10 | Atalanta BC       | Włochy | Serie A    | 12    | 0      |
| 2010/11 | Atalanta BC       | Włochy | Serie B    | 2     | 0      |
| 2010/11 | Bologna FC        | Włochy | Serie A    | 11    | 0      |
| 2011/12 | Novara Calcio     | Włochy | Serie A    | 28    | 1      |
| 2012/13 | Atalanta BC       | Włochy | Serie A    | 16    | 0      |
| 2013/14 | A.C. ChievoVerona | Włochy | Serie A    | 33    | 0      |
| 2014/15 | A.C. ChievoVerona | Włochy | Serie A    | 31    | 1      |
| 2015/16 | A.C. ChievoVerona | Włochy | Serie A    | 26    | 0      |
| 2016/17 | A.C. ChievoVerona | Włochy | Serie A    | 35    | 0      |
| 2017/18 | A.C. ChievoVerona | Włochy | Serie A    | 35    | 1      |
| 2018/19 | A.C. ChievoVerona | Włochy | Serie A    | 19    | 0      |
| 2018/19 | Genoa CFC         | Włochy | Serie A    | 16    | 0      |
| 2019/20 | Genoa CFC         | Włochy | Serie A    | 19    | 0      |
| 2020/21 | Genoa CFC         | Włochy | Serie A    | 33    | 0      |
| 2021/22 | US Salernitana    | Włochy | Serie A    | 14    | 1      |
| 2022/23 | US Salernitana    | Włochy | Serie A    | 1     | 0      |

## Kariera reprezentacyjna
W swojej karierze Radovanović występował w reprezentacji Serbii U-21. W dorosłej reprezentacji zadebiutował 17 listopada 2010 roku w wygranym 1:0 towarzyskim spotkaniu z Bułgarią.